# U.S. Women's Hard Court Championships 1989
L'U.S. Women's Hard Court Championships 1989 è stato un torneo di tennis giocato sul cemento.
È stata la 24ª edizione del torneo, che fa parte della categoria Tier IV nell'ambito del WTA Tour 1989.
Si è giocato a San Antonio negli Stati Uniti, dal 27 febbraio al 5 marzo 1989.

## Campionesse

### Singolare
Steffi Graf ha battuto in finale  Ann Henricksson con il punteggio di 6–1, 6–4

### Doppio
Katrina Adams /  Pam Shriver hanno battuto in finale  Patty Fendick /  Jill Hetherington con il punteggio di 3–6, 6–1, 6–4